# Friedrich Ebert
Pour les articles homonymes, voir Ebert.
Friedrich Ebert (en allemand : /ˈfʁiːdʁɪç ˈeːbɐt/ ) est un homme d'État allemand, né à Heidelberg le 4 février 1871 et mort à Berlin le 28 février 1925.
Membre du Parti social-démocrate d'Allemagne (SPD), il est le premier président du Reich de la république de Weimar après l'abdication de l'empereur Guillaume II en 1918.

## Biographie

### Enfance, études et premiers engagements politiques
Friedrich Ebert est le fils d'un tailleur. Apprenti-bourrelier à Wesel de 1885 à 1888, puis employé d'un haras à Mannheim, il rentre dans le monde du travail. Il s'engage alors syndicalement et devient membre du Parti social-démocrate d'Allemagne (SPD) en 1889,. Il épouse Louise Rump en 1894, à Brême.

### Parlementaire et chef de parti
Friedrich Ebert est rédacteur à Brême en 1893 et député au Reichstag, en 1912.
Ebert incarne bientôt une aile droite du SPD, qui se veut pragmatique, face aux gardiens de l'orthodoxie marxiste et dirigeants historiques du parti comme Karl Kautsky et August Bebel. Ebert a l'appui de l'appareil de plus en plus bureaucratisé, et est par ailleurs appuyé par l'appareil encore plus puissant de la centrale syndicale. En 1911, il se présente à la co-présidence du parti contre Hugo Haase, le candidat proche de Bebel. Il est battu de peu. À la mort d'August Bebel, le 13 août 1913, il est élu co-président du parti, le 20 septembre, avec 433 voix sur 473. Son co-président est Hugo Haase,,. Cette montée en puissance avec l'appui de l'appareil lui vaut d'être qualifié de « Staline de la social-démocratie » par l'historien Carl Schorske. Il est plus intéressé par le jeu des alliances possibles et les compromis à adopter pour que son parti accède au pouvoir que par les débats idéologiques.
Dès le début de la Première Guerre mondiale, il fait partie de la majorité du SPD favorable au vote des crédits de guerre, notamment pour se défendre contre le régime autocratique du tsar en Russie,. Il s'oppose cependant à la politique d'annexion en 1916. Deux de ses fils sont tués à la guerre. Il dirige l’exclusion des militants du SPD opposés à la guerre, dont Hugo Haase et Rosa Luxemburg, qui créent l’USPD en 1917. C'est la première scission significative dans l'histoire du SPD. En janvier 1918, il essaie de servir de médiateur dans la grève des ouvriers de Berlin et d'éviter les débordements.

### Chancelier
Le 9 novembre 1918, au début de la révolution de Novembre, le prince Maximilien de Bade, cousin (libéral) du Kaiser et dernier chancelier impérial, laisse le gouvernement à Friedrich Ebert.
Au Conseil des commissaires du peuple, qu’il dirige, il fait en sorte d'arrêter la révolution et d'instaurer des élections pour une Assemblée nationale, dans le but d'ériger une démocratie représentative. Le soir même de la constitution de cette instance qui l'a élu à sa tête, le 10 novembre 1918, il conclut un pacte verbal (resté secret jusqu'en 1924) avec le général Groener agissant au nom du haut commandement militaire, pacte visant à restaurer l'ordre à Berlin et dans tout le pays. Lorsqu'il sera connu, ce pacte sera considéré comme une trahison par la gauche et l'extrême-gauche socialistes car il a eu pour conséquence une brutale répression, notamment par les corps francs, contre la révolution sociale. Cette répression, qui fait de nombreux morts, entraîne la rupture avec les commissaires du peuple du Parti social-démocrate indépendant d'Allemagne (USPD), qui démissionnent le 29 décembre 1918. En janvier 1919, avec l'aide des corps francs, son gouvernement écrase la révolte spartakiste de Berlin au cours de laquelle Rosa Luxemburg et Karl Liebknecht sont assassinés,. Dans les mois qui suivent, les autres tentatives de révolution marxiste, comme le gouvernement de la république des conseils de Bavière, sont également réprimées.
Parallèlement, Friedrich Ebert introduit des réformes sociales, comme la journée de travail de huit heures, le suffrage universel pour toute personne âgée de plus de 20 ans, le droit des ouvriers agricoles de s'organiser et l'augmentation des allocations de vieillesse, de maladie et des aides aux chômeurs. Un certain nombre de décrets sont publiés, établissant la liberté de la presse, la liberté religieuse et la liberté d'expression, ainsi que l'amnistie des prisonniers politiques. La protection des travailleurs à domicile est également améliorée et l'offre de logements est augmentée.
Un décret du 23 décembre 1918 réglemente les accords salariaux, établissant qu'un accord salarial conclu dans une branche d'emploi entre l'autorité syndicale compétente et l'autorité patronale compétente a une validité absolue, ce qui signifie qu'aucun employeur ne peut conclure un autre accord de sa propre initiative. En outre, une organisation de tribunaux arbitraux est mise en place pour trancher tous les litiges. Un décret du 4 janvier 1919 oblige les employeurs à réintégrer leurs anciens ouvriers lors de la démobilisation, tandis que des mesures sont élaborées pour protéger les travailleurs contre les licenciements arbitraires. Les travailleurs qui estiment avoir été traités injustement pouvaient faire appel à un tribunal d'arbitrage et, en cas de nécessité, les autorités de démobilisation interviennent. Le 29 novembre 1918, le refus du droit de vote aux bénéficiaires de l'aide sociale est abrogé.

### Président

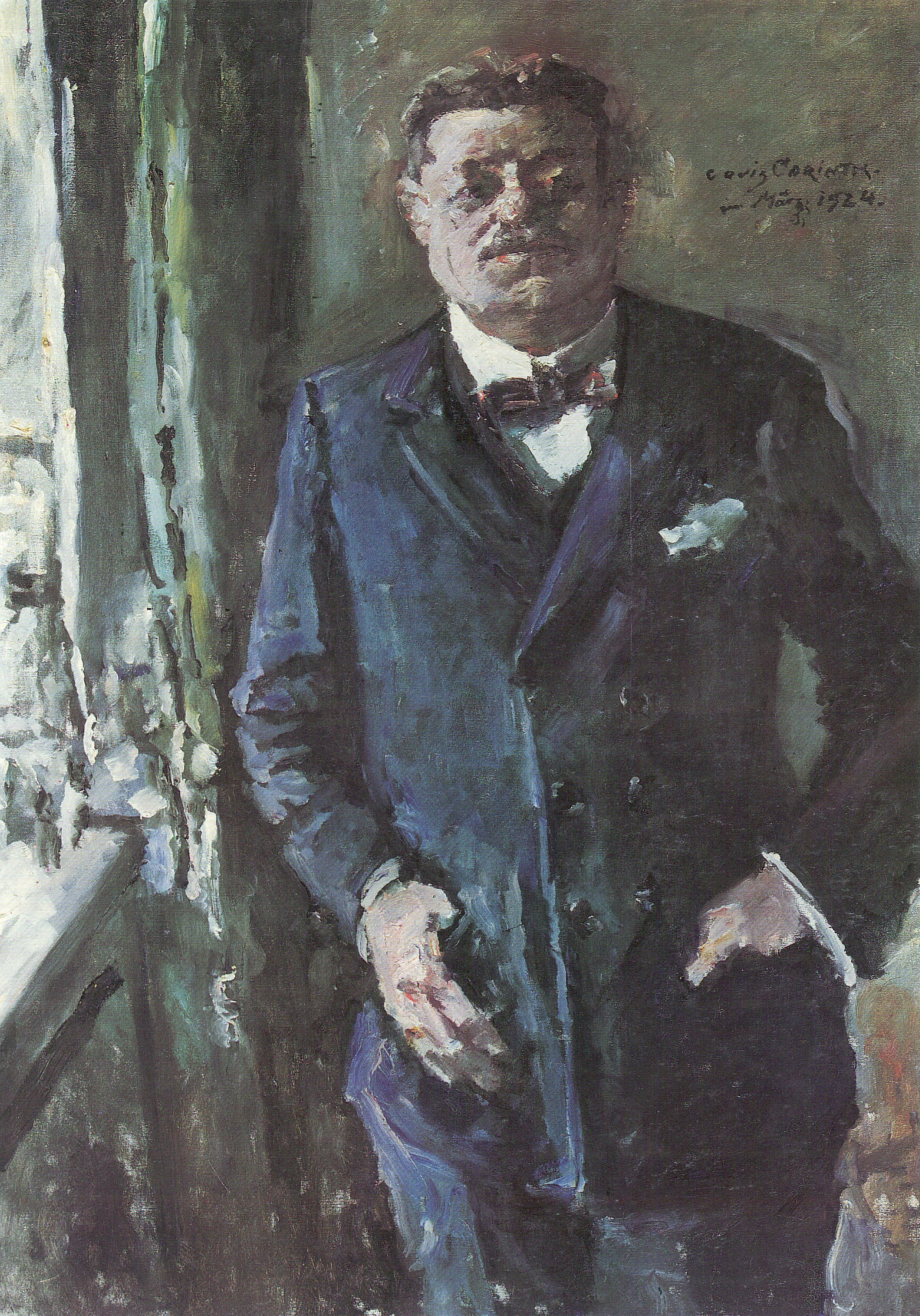
Portrait de Friedrich Ebert par Lovis Corinth, en 1924.

L'assemblée nationale de Weimar élit Friedrich Ebert président du Reich, par 272 voix contre 239, le 11 février 1919. En 1920, il doit faire face à une tentative de coup d'État, le putsch de Kapp.
L'une des premières tâches d'Ebert en tant que président est d'assumer en politique intérieure les conséquences du traité de Versailles. Lorsque les termes du traité sont rendus publics le 7 mai 1919, les Allemands de tous bords politiques le critiquent. Ebert lui-même dénonce ce traité, imposé à l'Allemagne, comme étant « irréalisable et insupportable ». Cependant, Ebert est bien conscient que l'Allemagne n'est pas en mesure de rejeter ce traité. Il pense que les Alliés envahiront l'Allemagne par l'ouest si l'Allemagne refuse de signer. À la suite d'échanges avec Hindenburg et Groener sur la capacité de l'armée allemande à tenir le coup si les Alliés reprennent les hostilités, il conseille à l'Assemblée nationale allemande d'approuver le traité, ce qu'elle fait à une large majorité le 9 juillet,.
Le 24 octobre 1922, il est réélu à une large majorité par le Reichstag, les députés ayant renoncé à organiser des élections au suffrage universel à cause de la situation politique jugée peu sûre. À partir de mi-janvier 1923, il doit faire face à l'occupation de la Ruhr, une opération politico-militaire menée par les gouvernements français et belge en Allemagne à la suite de retards dans le paiement de dédommagements de guerre imposés par le traité de Versailles. En novembre 1923, Friedrich Ebert est confronté à une nouvelle tentative de putsch, à Munich, le putsch de la Brasserie, par Adolf Hitler cette fois. Jusqu'en 1924, il utilise les pouvoirs exceptionnels de situation d'urgence de la présidence à 134 reprises au total.

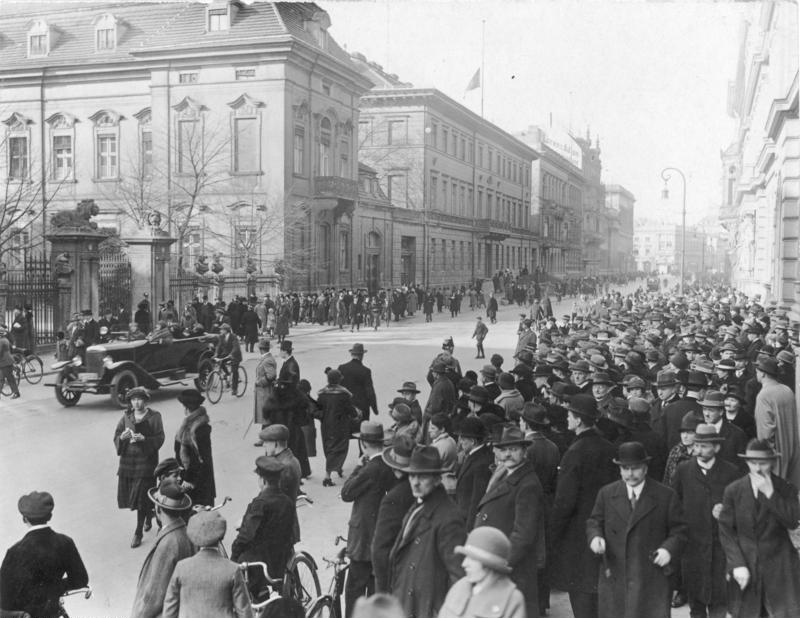
Après la mort d'Ebert, une foule d'environ mille personnes se presse le dimanche 1er mars 1925 dans la matinée devant le palais présidentiel, Wilhelmstraße.

L'opposition de droite de plus en plus forte le calomnie et propage sans cesse des rumeurs à son sujet.
En décembre 1924, un tribunal de Magdebourg condamne un journaliste qui l'avait diffamé en l'accusant d'être un « traître à sa patrie » en raison du rôle qu'il avait joué au cours des grèves de janvier 1918. Néanmoins, ce tribunal déclare aussi qu'Ebert avait dans les faits commis une trahison. Ebert se sent malade, mais préfère se défendre plutôt que de se soigner correctement.

### Mort
Ebert meurt le 28 février 1925 des suites d'une appendicite non prise en considération en raison des péripéties juridiques auxquelles il était exposé. Une opération chirurgicale qui aurait dû être considérée comme urgente avait été repoussée.

## Dans les arts et la culture populaire

### Filmographie

#### Cinéma
- 1957 : Paul Dahlke joue son rôle dans Stresemann réalisé par Alfred Braun

### Peinture
George Grosz en brosse un portrait ironique dans son œuvre Souviens-toi de l'oncle August, l'inventeur malchanceux.